# Mathew Ryan
Mathew David Ryan (sinh ngày 8 tháng 4 năm 1992) là một cầu thủ bóng đá chuyên nghiệp người Úc hiện đang chơi ở vị trí thủ môn cho câu lạc bộ Lens tại Ligue 1 và Đội tuyển bóng đá quốc gia Úc.
Sinh ra ở Sydney, Ryan chơi bóng trẻ cho Marconi Stallions, Blacktown City và Central Coast Mariners. Anh có trận ra mắt cấp cao cho Blacktown trước khi chuyển đến đội hình cao cấp của Mariners vào năm 2010. Năm 2013, Ryan chuyển đến Club Brugge, nơi anh chơi trong hai năm trước khi gia nhập Valencia.
Anh đã có trận ra mắt quốc tế cao cấp của mình vào năm 2012, và kể từ đó trở thành thủ môn được lựa chọn hàng đầu của Australia, thành công một cách hiệu quả thần tượng thời thơ ấu Mark Schwarzer của anh. Anh đã chơi tại World Cup 2014 và 2018 cũng như Asian Cup 2015 và 2019, giành giải thủ môn xuất sắc nhất tại giải đấu năm 2015 mà đất nước anh giành chức vô địch trên sân nhà.

## Sự nghiệp câu lạc bộ

### Central Coast Mariners
Ryan đã chơi cho đội trẻ Central Coast Mariners trong mùa giải 2009–10, và sau một số lần được gọi lên đội 1, anh đã được ký hợp đồng có thời hạn 3 năm. Mặc dù bắt đầu A-League 2010–11 với tư cách là thủ môn dự bị của Mariners, một chấn thương dây chằng chéo trước của thủ môn số một Jess Vanstrattan biến Ryan thành cầu thủ bắt chính. Ryan đã ra mắt A-League cho Mariners vào ngày 28 tháng 8 năm 2010 trong trận hòa 1-1 trước Sydney FC, đã thực hiện một quả tạt để Rhyan Grant ghi bàn thắng cho Sydney. Trong khi huấn luyện viên Graham Arnoldrất vui với màn ra mắt của Ryan, có sự cạnh tranh giữa Ryan và Paul Henderson mới ký hợp đồng cho vị trí xuất phát thường xuyên.  Trong vài tháng tiếp theo, Ryan vẫn giữ được vị trí trong đội hình xuất phát và giành được những lời khen ngợi đáng kể, bao gồm cả giải Cầu thủ trẻ xuất sắc nhất tháng của A-League vào tháng 12 năm 2010.  Mùa giải Mariners kết thúc với trận thua Brisbane trong loạt sút luân lưu. Tuy nhiên, Roar trong trận Chung kết A-League 2011 , Ryan đã được trao Huy chương Joe Marston cho người xuất sắc nhất trận đấu trong trận đấu đó.  Anh cũng được vinh danh là Cầu thủ trẻ xuất sắc nhất năm của Giải A-League cho năm 2010–11. 
Vào tháng 10 năm 2011, Ryan được vinh danh là Cầu thủ U20 nam của năm 2011 tại Giải bóng đá Úc FFA .  Anh tiếp tục có một số màn trình diễn mạnh mẽ tại A-League 2011–12 , bao gồm cả một người của trận đấu trong chiến thắng 1–0 trước Melbourne Heart vào ngày 17 tháng 1 năm 2012 sau khi cản phá một số pha cứu thua.  Điều này góp phần giúp Ryan được vinh danh là Cầu thủ trẻ xuất sắc nhất của tháng tại A-League vào tháng 1 năm 2012.  Mariners đã giành chức vô địch Ngoại hạng 2011–12 sau chiến thắng trước Wellington Phoenix ở vòng cuối cùng của mùa giải.  Tuy nhiên, họ đã bị loại trong trận Chung kết sơ loại trước Perth Glorytrên chấm phạt đền, mặc dù Ryan đã ghi được quả phạt đền của mình trong loạt đá luân lưu.  Vào tháng 4 năm 2012, Ryan được vinh danh là Cầu thủ trẻ của năm ở A-League mùa thứ hai liên tiếp và Thủ môn của năm ở A-League. Anh ấy cũng được trao tặng Huân chương Mariners cho cầu thủ câu lạc bộ của mùa giải,  và có tên trong Đội hình tiêu biểu của mùa giải của PFA .  Anh cũng được trao Huân chương Harry Kewell cho cầu thủ dưới 23 tuổi xuất sắc của Úc vào tháng 6 năm 2012. 
Ryan lại là trung tâm của mùa giải A-League 2012–13 của Mariners . Vào tháng 11 năm 2012, anh một lần nữa được FFA trao giải Cầu thủ U20 nam của năm.  Vào ngày 2 tháng 3 năm 2012, Ryan thực hiện một quả phạt đền trong trận đấu với Western Sydney Wanderers do Ante Covic cản phá ; Wanderers thắng trận 1–0 để xếp trên Mariners trên bảng A-League. Sau trận đấu, HLV Graham Arnold đã tiết lộ rằng Ryan đã tập sút phạt đền dẫn đến trận đấu đó sau một số lần bỏ lỡ quả phạt đền từ các cầu thủ khác trong đội.  Mariners đã giành chiến thắng trong trận Chung kết A-League 2013trước Wanderers, chiến thắng đầu tiên của họ trong bốn trận Chung kết A-League đã diễn ra, với Ryan dành chiến thắng cho ba đội Mariners trước đó đã thua ở giai đoạn đó.

### Club Brugge

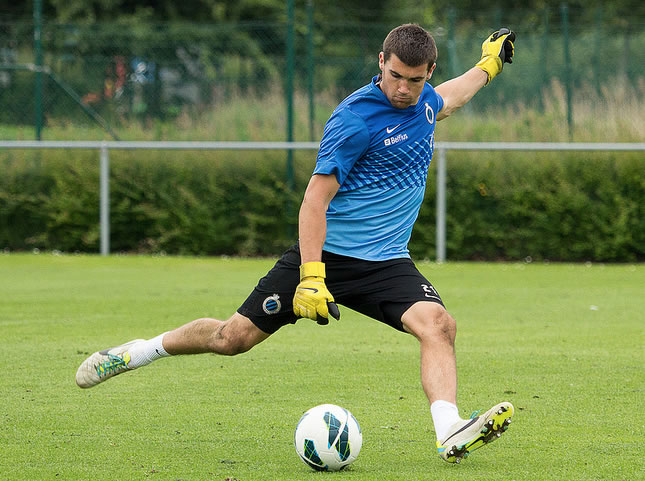
Ryan tập luyện cùng Club Brugge năm 2014.

Vào ngày 30 tháng 5 năm 2013, Ryan đã hoàn tất việc chuyển đến Club Brugge tại Giải bóng đá vô địch quốc gia Bỉ với một khoản phí không được tiết lộ. Vào ngày 27 tháng 7 năm 2013, Ryan đã có trận ra mắt cho Brugge trong trận đấu đầu tiên của mùa giải trên sân nhà trước Sporting Charleroi và giữ sạch lưới trong chiến thắng 2–0. Trong một trận đấu với K.A.A. Gent vào ngày 23 tháng 12 năm 2013 Ryan đã cản phá được một quả phạt đền ở phút 67, kết quả là trận đấu đang ở tỷ số 2–2. Brugge tiếp tục giành chiến thắng 3–1 và các báo cáo sau trận đấu xác nhận rằng Ryan đã được đề nghị một hợp đồng béo bở mới với câu lạc bộ liên quan đến việc tăng lương đáng kể và gia hạn hợp đồng.

### Valencia
Vào ngày 21 tháng 7 năm 2015, Ryan đã ký hợp đồng 6 năm với Valencia CF tại La Liga. Vào ngày 22 tháng 8 năm 2015, Ryan có trận ra mắt La Liga trong trận mở màn mùa giải của Valencia, giữ sạch lưới trong trận hòa không bàn thắng với Rayo Vallecano. Thời gian thi đấu xuất phát của anh ấy kéo dài cho đến tháng 9, khi anh ấy bị rách sụn chêm trong trận hòa với Deportivo La Coruña , buộc anh ấy phải phẫu thuật và nghỉ thi đấu hơn một tháng.  Một loạt các màn trình diễn tốt của người thay thế anh ấy, Jaume Domènech , đã dẫn đến những gợi ý rằng Ryan sẽ không trở lại đá chính sau khi anh ấy trở lại sau chấn thương.  Thật vậy, phải đến cuối tháng 11, Ryan mới được tái xuất đá chính trong trận đấu với Sevilla .  Ryan tiếp tục được luân chuyển với Jaume và Alves trở lại trong phần còn lại của mùa giải, cuối cùng đã có 21 lần ra sân cho Valencia trên mọi đấu trường. 
Ryan đã trở lại trong đội hình xuất phát của Valencia trong các trận mở màn La Liga 2016–17, với tin đồn Alves đang tìm kiếm một động thái ra nước ngoài. Tuy nhiên, Alves ở lại Valencia và Ryan sau đó mất vị trí xuất phát.  Đến tháng 1 năm 2017, một số câu lạc bộ quan tâm đến Ryan.

### Racing Genk (mượn)
Vào ngày 30 tháng 1 năm 2017, Ryan trở lại Bỉ khoác áo Racing Genk. Anh được điền tên vào đội hình xuất phát ngay lập tức, chơi trận đầu tiên trong trận thua 1–0 trước Oostende tại Giải bóng đá vô địch quốc gia Bỉ vào ngày 31 tháng 1 năm 2017.

### Brighton & Hove Albion
Vào ngày 16 tháng 6 năm 2017, đã có thông báo rằng Ryan sẽ ký hợp đồng với câu lạc bộ mới thăng hạng lên Premier League là Brighton & Hove Albion vào ngày 1 tháng 7 năm 2017 theo hợp đồng 5 năm với phí không được tiết lộ. Ryan đã có trận ra mắt cho Brighton & Hove Albion vào ngày 12 tháng 8 năm 2017 trong thất bại 2–0 trước Manchester City. Ryan đã ghi bàn trong chiến thắng đầu tiên của Brighton tại Premier League, trên sân nhà trước West Brom vào ngày 9 tháng 9 năm 2017.  Ryan đã chơi trong mọi phút của giải đấu trong mùa giải 2017–18giữ sạch lưới 10 trận, một trong số đó là chiến thắng 1–0 trên sân nhà trước Manchester United vào ngày 4 tháng 5 năm 2018, qua đó đảm bảo vị trí Premier League cho câu lạc bộ Sussex. 
Ryan đã giữ sạch lưới đầu tiên của mùa giải 2018–19 trong chiến thắng 1–0 trên sân nhà trước West Ham ở trận đấu thứ 8 của mùa giải.  Anh ấy giữ sạch lưới thêm hai trận trong hai trận tiếp theo, một trong chiến thắng 1–0 trên sân khách trước Newcastle United và trận còn lại trong chiến thắng 1–0 trên sân nhà trước Wolves .  Vào cuối tháng 12 và khoảng thời gian tuyệt vời nhất của tháng Giêng, Ryan rời Brighton để thực hiện nhiệm vụ quốc tế đại diện cho Australia tại Asian Cup . Trận đấu đầu tiên của anh ấy trở lại là trận thua 4–2 trên sân khách trước Fulham vào ngày 29 tháng 1.  Anh ấy đã có trận ra mắt FA Cup trong một trận đấu sôi động trên sân kháchMillwall vào ngày 17 tháng 3. Nó kết thúc với tỷ số 2–2 với chiến thắng 5–4 của Brighton trên chấm phạt đền. 
Ryan đã giữ sạch lưới vào ngày 5 tháng 10 năm 2019 trong chiến thắng 3–0 trên sân nhà trước Tottenham .

### Arsenal (mượn)
Ryan được huấn luyện viên Graham Potter của Brighton cho biết vào tháng 12 năm 2020 rằng đồng đội Robert Sánchez sẽ được gia hạn làm thủ môn ở Premier League trong phần còn lại của mùa giải 2020–21 và Ryan sẽ ra đi tự do vào tháng 1 nếu nhận được đề nghị phù hợp.
Vào ngày 22 tháng 1 năm 2021, anh gia nhập Arsenal dưới dạng cho mượn cho đến cuối mùa giải. Anh ấy đã được trao chiếc áo số 33, trước đây từng được mặc bởi Matt Macey và Petr Čech. Vào ngày 6 tháng 2, Ryan đã có trận ra mắt Arsenal vì Bernd Leno bị treo giò trong trận thua 1–0 trên sân khách trước Aston Villa. Đã hơn hai tháng cho đến lần xuất hiện tiếp theo của Ryan với việc Leno được tung vào sân từ băng ghế dự bị. Ryan đã bị đánh bại khi Gabriel để thủng lưới một quả phạt đền với Josh Maja chuyển đổi từ vị trí trong trận hòa 1-1 cuối cùng trên sân nhà trước một Fulham đang gặp khó khănvào ngày 18 tháng 4. Ryan đóng vai trò quan trọng trong bàn gỡ hòa của Arsenal sau khi thực hiện quả phạt góc.  Ryan giữ sạch lưới đầu tiên cho Pháo thủ trong trận thắng đầu tiên trong màu áo Arsenal trong chiến thắng 2–0 trên sân khách trước Newcastle vào ngày 2 tháng 5, một lần nữa được chọn thay cho Leno lần thứ hai sau bốn trận đấu.

### Real Sociedad
Vào ngày 12 tháng 7 năm 2021, anh gia nhập đội bóng La Liga Real Sociedad với các điều khoản không được tiết lộ. Anh có trận ra mắt vào ngày 23 tháng 9, giúp Sociedad giành chiến thắng 3–2 trên sân khách trước Granada.

## Sự nghiệp quốc tế

### Các cấp độ trẻ
Mặc dù không được ra sân trước đó, phong độ mạnh mẽ của Ryan tại A-League 2010–11 đã dẫn đến những gợi ý rằng anh ấy sẽ được triệu tập vào đội tuyển dưới 20 tuổi của Úc tham dự FIFA U-20 World Cup 2011 vào giữa năm 2011.  Tuy nhiên, anh ấy đã bỏ lỡ giải đấu sau khi bị chấn thương đầu gối nghiêm trọng. 
Ryan lần đầu tiên được triệu tập cho đội tuyển Úc dưới 23 tuổi vào tháng 11 năm 2011.  Anh có trận ra mắt đầu tiên cho đội bóng trong trận hòa không bàn thắng với Iraq vào ngày 22 tháng 11 năm 2011.  Olyroos không đủ điều kiện tham dự Thế vận hội mùa hè 2012 .

### Đội tuyển quốc gia

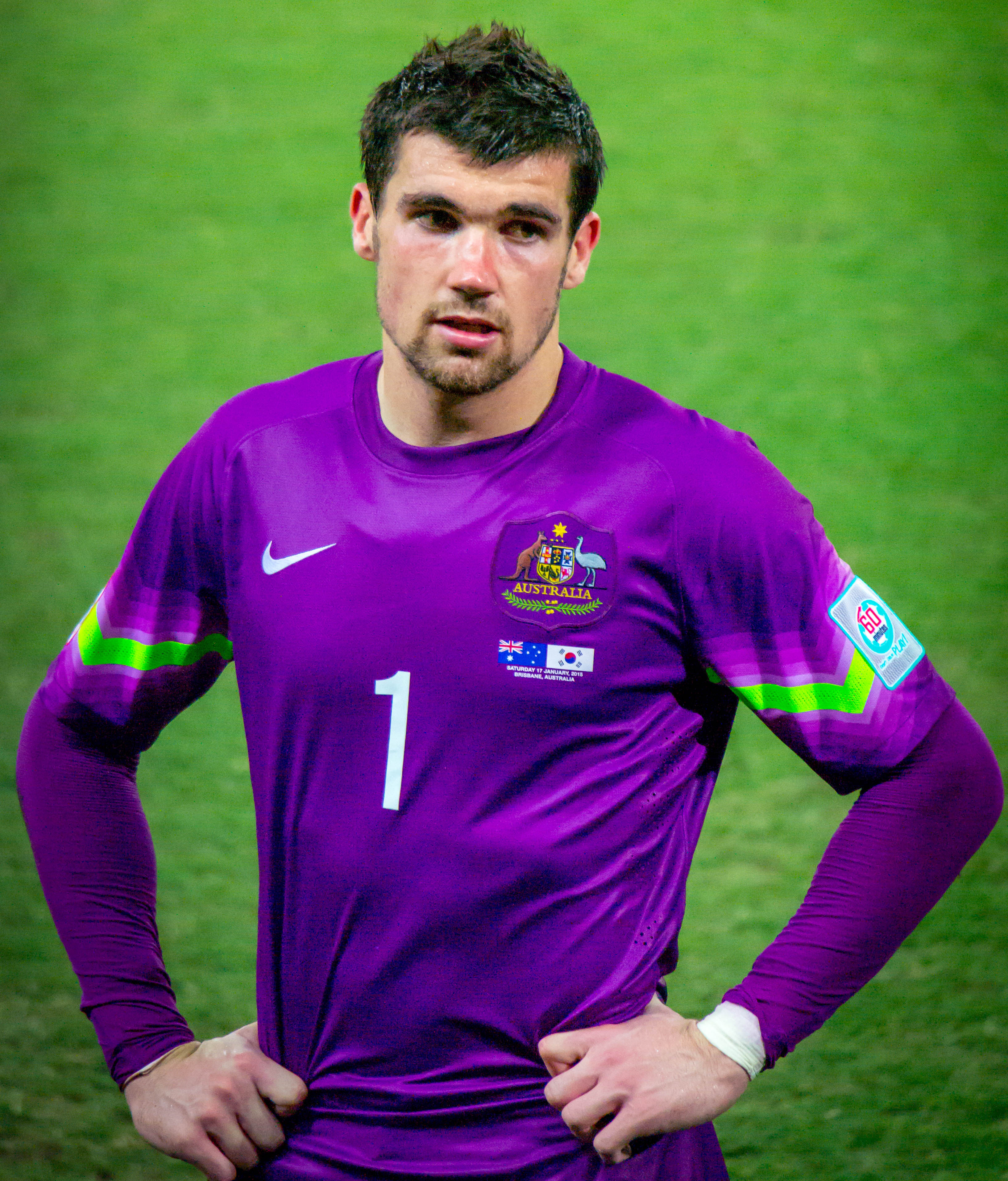
Ryan với Úc tại AFC Asian Cup 2015.

Ryan lần đầu tiên được gọi vào đội Socceroos trong trận đấu tại vòng loại FIFA World Cup 2014 với Ả Rập Xê Út vào tháng 2 năm 2012. Anh ấy đã có trận ra mắt quốc tế của mình trong trận hòa 1-1 với Triều Tiên vào ngày 5 tháng 12 năm 2012.
Vào tháng 11 năm 2013, thủ môn số 1 của đội tuyển là Mark Schwarzer đã tuyên bố giã từ sự nghiệp quốc tế sau khi FFA bổ nhiệm huấn luyện viên mới Ange Postecoglou, để lại Ryan là một trong những ứng cử viên trở thành thủ môn số 1 của đội bóng.
Ryan được chọn trong đội hình Úc tham dự FIFA World Cup 2014. Anh đã chơi trong cả ba trận đấu của Úc ở vòng bảng sau thất bại trước Hà Lan, Chile và Tây Ban Nha. Các màn trình diễn của Ryan trong giải đấu là rất nhiều, và anh ấy mô tả các trận đấu như những "bài học lớn" cho bản thân. 
Vài tháng sau, Ryan được chọn vào đội tuyển Úc tham dự AFC Asian Cup 2015 tổ chức trên chính quê hương vào đầu năm 2015. Anh ấy đã có một số màn trình diễn ấn tượng trong suốt giải đấu khi Úc chỉ để thủng lưới 2 bàn trước trận chung kết với Hàn Quốc. Úc giành chức vô địch AFC Asian Cup đầu tiên sau khi giành chiến thắng 2-1 trong hiệp phụ. Ryan chính thức được vinh danh là Thủ môn xuất sắc nhất của giải đấu. 
Vào tháng 5 năm 2018, anh có tên trong danh sách 23 cầu thủ đội tuyển Úc tham dự FIFA World Cup 2018 tổ chức tại Nga. 
Vào ngày 15 tháng 10 năm 2019, Mathew Ryan mang băng đội trưởng đội tuyển quốc gia lần đầu tiên, trở thành cầu thủ thứ 62 mang băng đội trưởng Úc trong chiến thắng 7-1 trước Đài Bắc Trung Hoa. Trong trận đấu này, Ryan cũng trở thành Thủ môn khoác áo nhiều thứ 2 của Úc với 58 lần khoác áo, vượt qua Zeljko Kalac.

## Thống kê sự nghiệp
Tính đến 18 tháng 12 năm 2021.
| Câu lạc bộ             | Mùa giải     | Giải đấu                 | Giải đấu | Giải đấu | Cúp Quốc gia | Cúp Quốc gia | Giải vô địch quốc gia | Giải vô địch quốc gia | Cúp châu lục | Cúp châu lục | Khác | Khác | Tổng cộng | Tổng cộng |
| Câu lạc bộ             | Mùa giải     | Giải                     | Trận     | Bàn      | Trận         | Bàn          | Trận                  | Bàn                   | Trận         | Bàn          | Trận | Bàn  | Trận      | Bàn       |
| ---------------------- | ------------ | ------------------------ | -------- | -------- | ------------ | ------------ | --------------------- | --------------------- | ------------ | ------------ | ---- | ---- | --------- | --------- |
| Blacktown City         | 2009         | NSW Premier League       | 0        | 0        | 0            | 0            | —                     | —                     | —            | —            | —    | —    | 0         | 0         |
| Blacktown City         | 2010         | NSW Premier League       | 11       | 0        | 4            | 0            | —                     | —                     | —            | —            | —    | —    | 15        | 0         |
| Blacktown City         | Total        | Total                    | 11       | 0        | 4            | 0            | —                     | —                     | 0            | 0            | 0    | 0    | 15        | 0         |
| Central Coast Mariners | 2009–10      | A-League                 | 0        | 0        | —            | —            | —                     | —                     | —            | —            | —    | —    | 0         | 0         |
| Central Coast Mariners | 2010–11      | A-League                 | 31       | 0        | —            | —            | —                     | —                     | —            | —            | —    | —    | 31        | 0         |
| Central Coast Mariners | 2011–12      | A-League                 | 24       | 0        | —            | —            | —                     | —                     | 6            | 0            | —    | —    | 30        | 0         |
| Central Coast Mariners | 2012–13      | A-League                 | 25       | 0        | —            | —            | —                     | —                     | 8            | 0            | —    | —    | 33        | 0         |
| Central Coast Mariners | Total        | Total                    | 80       | 0        | —            | —            | —                     | —                     | 14           | 0            | 0    | 0    | 94        | 0         |
| Club Brugge            | 2013–14      | Belgian Pro League       | 40       | 0        | 2            | 0            | —                     | —                     | 2            | 0            | —    | —    | 44        | 0         |
| Club Brugge            | 2014–15      | Belgian Pro League       | 37       | 0        | 5            | 0            | —                     | —                     | 16           | 0            | —    | —    | 58        | 0         |
| Club Brugge            | Total        | Total                    | 77       | 0        | 7            | 0            | —                     | —                     | 18           | 0            | 0    | 0    | 102       | 0         |
| Valencia               | 2015–16      | La Liga                  | 8        | 0        | 7            | 0            | —                     | —                     | 6            | 0            | —    | —    | 21        | 0         |
| Valencia               | 2016–17      | La Liga                  | 2        | 0        | 0            | 0            | —                     | —                     | —            | —            | —    | —    | 2         | 0         |
| Valencia               | Total        | Total                    | 10       | 0        | 7            | 0            | —                     | —                     | 6            | 0            | 0    | 0    | 23        | 0         |
| Genk (loan)            | 2016–17      | Belgian First Division A | 17       | 0        | 1            | 0            | —                     | —                     | 6            | 0            | —    | —    | 24        | 0         |
| Brighton & Hove Albion | 2017–18      | Premier League           | 38       | 0        | 0            | 0            | 0                     | 0                     | —            | —            | —    | —    | 38        | 0         |
| Brighton & Hove Albion | 2018–19      | Premier League           | 34       | 0        | 2            | 0            | 0                     | 0                     | —            | —            | —    | —    | 36        | 0         |
| Brighton & Hove Albion | 2019–20      | Premier League           | 38       | 0        | 0            | 0            | 0                     | 0                     | —            | —            | —    | —    | 38        | 0         |
| Brighton & Hove Albion | 2020–21      | Premier League           | 11       | 0        | 0            | 0            | 0                     | 0                     | —            | —            | —    | —    | 11        | 0         |
| Brighton & Hove Albion | Total        | Total                    | 121      | 0        | 2            | 0            | 0                     | 0                     | 0            | 0            | 0    | 0    | 123       | 0         |
| Arsenal (mượn)         | 2020–21      | Premier League           | 3        | 0        | 0            | 0            | —                     | —                     | 0            | 0            | —    | —    | 3         | 0         |
| Real Sociedad          | 2021–22      | La Liga                  | 3        | 0        | 0            | 0            | —                     | —                     | 1            | 0            | —    | —    | 4         | 0         |
| Career total           | Career total | Career total             | 322      | 0        | 21           | 0            | 0                     | 0                     | 45           | 0            | 0    | 0    | 388       | 0         |

1. 1 2  Appearance(s) in AFC Champions League
2. 1 2 3 4  Appearance(s) in UEFA Europa League
3. ↑  Two appearances in UEFA Champions League, four appearances in UEFA Europa League

### Quốc tế
Tính đến 2 tháng 2 năm 2024.
| Úc   | Úc   | Úc  |
| Năm  | Trận | Bàn |
| ---- | ---- | --- |
| 2012 | 2    | 0   |
| 2013 | 2    | 0   |
| 2014 | 9    | 0   |
| 2015 | 8    | 0   |
| 2016 | 9    | 0   |
| 2017 | 11   | 0   |
| 2018 | 9    | 0   |
| 2019 | 9    | 0   |
| 2021 | 8    | 0   |
| 2022 | 12   | 0   |
| 2023 | 7    | 0   |
| 2024 | 5    | 0   |
| Tổng | 91   | 0   |

## Danh hiệu

### Câu lạc bộ

#### Central Coast Mariners
- A-League Premiership: 2011–12[26]
- A-League Championship: 2013[27]

#### Club Brugge
- Belgian Cup: 2014–15

### Quốc tế
- AFC Asian Cup: 2015

### Cá nhân
- Cầu thủ trẻ xuất sắc nhất năm của A-League: 2010–11, 2011–12[28]
- Joe Marston Medal: 2011[29]
- Thủ môn xuất sắc nhất năm của A-League: 2011–12[30]
- Cầu thủ U-20 xuất sắc nhất năm của FFA: 2011, 2012[31]
- PFA Harry Kewell Medal: 2011–12,[32] 2013–14,[33] 2014–15
- Đội hình tiêu biểu mùa giải của A-League: 2011–12[34]
- Mariners Medal: 2011–12[35]
- Thủ môn xuất sắc nhất năm Giải bóng đá vô địch quốc gia Bỉ: 2013–14,[36] 2014–15[37]
- Găng tay vàng AFC Asian Cup: 2015
- Đội hình tiêu biểu AFC Asian Cup: 2015
- Cầu thủ xuất sắc nhất năm của PFA: 2014–15, 2018–19[38]
- Đội hình tiêu biểu nam châu Á năm  của IFFHS: 2020[39]
- IFFHS AFC Men's Team of the Decade 2011–2020[40]